# Cappella Baldasserini
La cappella Baldasserini si trova a San Martino, una località nel comune di Riparbella.
È una piccola costruzione con tetto a capanna, preceduta da un portico neogotico, che conserva la forma assunta dopo la ristrutturazione del 1857, voluta dagli antichi proprietari del complesso colonico, i Baldasserini, che costruirono la fattoria nella prima metà dell'Ottocento.
La preesistente chiesa, di cui si ha notizia fino al 1706, sembra fosse dedicata alla Madonna del Carmine. L'attuale cappella contiene i sepolcri di famiglia e viene aperta solo una volta all'anno, in occasione della festa dell'Ascensione.

## Fonti
- La scheda su toscana.it